# 绣球花
绣球花（学名：Hydrangea macrophylla），又名绣球、八仙花、草绣球、紫陽花等，是绣球花科绣球属下的一个植物种。
绣球花原產於日本，是一种常见的园艺装饰花，花色一般包括红、蓝、紫色，会因所在环境的酸碱度引起花色变化，所以也可作為天然的酸鹼指示劑，其在酸性的土壤偏向青色、中性~鹼性的土壤則偏向紅色。夏季开花，花期5-8月。也常用于制作干花。
原生種是「額紫楊花」（日語：ガクアジサイ，學名：Hydrangea macrophylla f. normalis），以密集而較小型的兩性花為中央部份，外圍以裝飾花（四瓣萼片的不育花）圍着。而現時一般所指的園藝觀賞用繡球花，都被栽培成只有裝飾花的部分，傘房狀聚傘花序近球形，外觀猶如繡球，狹義上又被稱為「本紫陽花」（日語：ホンアジサイ）。
整株植物有毒，莖葉毒性較強。
根據日本繡球花研究者山本武臣之研究，「紫陽花」之稱呼最早出自唐朝詩人白居易，可能用以稱呼紫丁香；後因平安時代學者源順誤用流傳，而成為日本對繡球花的通稱。神戶市將其作為市花。

## 花語
感謝、希望、忠貞、永恆、美滿及團聚。

## 延伸阅读
[在维基数据编辑]
 《欽定古今圖書集成·博物彙編·草木典·繡毬部》，出自陈梦雷《古今圖書集成》
 《植物名實圖考·繡毬》，出自吳其濬《植物名實圖考》
- アジサイ(広義)の葉の解剖学的研究 - 横浜国立大学教育学部理科教育実習施設研究報告（1983-1997）第05号